# Trevor Elhi
Trevor Elhi (Tallinn, 11 aprile 1993) è un calciatore estone, attaccante del Puuma Tallinn.

## Carriera

### Club
Ha giocato in massima serie estone con la maglia di Levadia Tallinn, Infonet e Kalju Nõmme.

### Nazionale
Vanta presenze in praticamente tutte le selezioni giovanili estoni.
Il 4 giugno 2013 fa il suo esordio con l'Estonia under 21, disputando un'amichevole contro il Kazakistan. Tre giorni più tardi disputa contro la Danimarca il suo primo incontro valido per le qualificazioni al campionato europeo di calcio Under-21 2015.

## Palmarès

### Club
- Campionato estone: 1

Kalju Nõmme: 2018